# Berthold von Pfetten-Arnbach
Karl Berthold Marquard Askan Maximilian Otto Franz Joseph Freiherr von Pfetten-Arnbach (* 11. Juni 1934 in Regensburg; † 1. Juli 2023 in Iffeldorf) war ein deutscher Diplomat aus der Familie von Pfetten-Arnbach.

## Werdegang
Nach einer Lehre 1952/53 bei der Bayerischen Hypobank schloss Berthold von Pfetten-Arnbach 1957 ein Wirtschaftsstudium an der Universität München ab. Es folgten zwei Jahre als Auszubildender in Genf bei der Bank Darier & Cie. Ab 1959 arbeitete er für das Auswärtige Amt in Bonn. 1962 wechselte von Pfetten-Arnbach als zweiter Sekretär ins deutsche Generalkonsulat nach Karatschi, Pakistan. Wiederum vier Jahre später wurde er in der deutschen Botschaft im ugandischen Kampala erster Sekretär. 1969 wurde er Berater in der deutschen Botschaft Paris, bevor er 1972 ins Auswärtige Amt zurückkehrte.
1975 kaufte Berthold von Pfetten-Arnbach einen ehemaligen Bauernhof auf dem Heuwinkl in Iffeldorf, der ihm als deutscher Wohnsitz diente. Im selben Jahr besuchte er als Fellow die Harvard University, bis er 1976 in der Deutschen Botschaft Washington als Berater tätig wurde. Auf zwei Jahre (1978–1980) als Berater in Jakarta, Indonesien, folgte die erneute Rückkehr ins Auswärtige Amt, wo er zehn Jahre als Vortragender Legationsrat Erster Klasse blieb. Von 1990 bis 1995 war er deutscher Botschafter in Thailand, anschließend von 1995 bis 1999 in Finnland. Daraufhin kehrte er nach Deutschland zurück.
Von 2001 bis 2011 war von Pfetten-Arnbach Kreisbeauftragter des Malteser Hilfsdienstes im Landkreis Garmisch-Partenkirchen.

## Privates
Berthold von Pfetten-Arnbach heiratete am 24. Oktober 1959 Gerty Wilmar, sie haben zwei Töchter.

## Ehrungen
- Ritter der französischen Ehrenlegion
- Ehren- und Devotionsritter des Souveränen Malteser-Ritterordens in Oboedienz[9]
- Weißer Elefantenorden
- 1986: Verdienstkreuz am Bande des Verdienstorden der Bundesrepublik Deutschland[3]
- 1989:  Großoffizier vom Orden des Infanten Dom Henrique
- 2015: Ehrenzeichen für Verdienste um den Malteser Hilfsdienst des Landkreises Garmisch-Partenkirchen[10]

## Werke
- 2001: Kinderszenen aus unordentlichen Jahren – 1943–1949. Langewiesche-Brandt, München. ISBN 978-3-7846-1223-2.
- 2014: Nah- und Fernreisen von ihm zu ihr. Doyen Verlag, Saarbrücken. ISBN 978-3-8417-0076-6.

## Weblink
- Eintrag in prabook.com